# Extemporal la dirigenție
Extemporal la dirigenție este un film de dragoste românesc din 1988, regizat de Nicolae Corjos. Este al treilea film din seria „Liceenii”. Actorii Ion Caramitru și Tamara Buciuceanu-Botez joacă rolurile a doi profesori porecliți Socrate și respectiv Isoscel.
Filmul relatează relația de dragoste a Ancăi, fiica profesorului de filozofie Socrate, cu Doru, un coleg de clasă. Profesorul este îngrijorat, crezând că Anca și-ar putea neglija pregătirile școlare.

## Rezumat
La începutul noului an școlar, în școala unde predau profesorul de filozofie Mihai Gavrilescu (Ion Caramitru), poreclit „Socrate”, și profesoara de matematică Baldovin (Tamara Buciuceanu-Botez), poreclită „Isoscel”, vine prin transfer o nouă profesoară de limba română pe nume Luminița Cernea (Diana Lupescu). Aceasta este noua dirigintă a clasei a XI-a unde învață Anca (Mădălina Pop), fiica lui „Socrate”.
La rugămintea directoarei (Cristina Deleanu), profesorul Socrate preia o clasă a IX-a ca diriginte. În prima zi de școală, el le dă noilor săi elevi un extemporal pe tema „Cum aș vrea să fie dirigintele clasei?”. Popularitatea lui Socrate în rândul elevilor o îngrijorează pe profesoara de matematică Isoscel, care-i recomandă să dea jos „milităria din pod” pentru ca elevii să respecte autoritatea profesorilor.
Fiica lui Socrate, Anca, este îndrăgostită de colegul ei, Doru Murgoci (Dan Zamfirescu), pasionat de tenis. În timpul liber, cei doi se plimbă prin parc sau cu barca pe lac, se duc la partide de tenis, la spectacole de teatru sau la discotecă. Relația dintre cei doi trece printr-o serie de suișuri și coborâșuri cauzate de încercările Ancăi de a-l determina pe Doru să fie mai serios. Băiatul o consideră pe Anca o „tocilară”, reproșându-i în mai multe ocazii că exagerează cu studiul. În același timp, Socrate este îngrijorat de faptul că Anca și-ar putea neglija studiile și apelează la nepoata sa, Mihaela (Carmen Enea), care era studentă în anul I la Facultatea de Drept, și la diriginta fetei pentru a o supraveghea discret și a afla mai multe despre Doru.
Ca urmare a apropierii balului bobocilor, elevii urmează să pregătească un program artistic. Elevii clasei a XI-a, care o au ca dirigintă pe Isoscel, au o formație muzicală intitulată Liceenii în care cântă printre alții Dana Vasilescu (Oana Sârbu), Mihai Marinescu (Ștefan Bănică Junior) și Ionică Popescu (Mihai Constantin), foștii elevi ai lui Socrate din anul trecut. Isoscel nu le permite elevilor cu note mici la matematică să participe la programul artistic. Unul dintre elevi, Adrian Buzescu (Cosmin Șofron), care are înclinații literare, vrea să recite și el o poezie, deși diriginta i-a interzis. Profesorul de filozofie se duce acasă la Buzescu și îl cunoaște pe tatăl sever al elevului (Vasile Boghiță). Acesta din urmă îl reclamă ulterior la conducerea școlii pe motiv că se amestecă în viața familiei sale. Isoscel îi face scandal lui Socrate pe motiv că îi subminează autoritatea prin faptul că s-a dus acasă la Buzescu. Profesorul nu mai poate suporta și răbufnește, spunându-i că elevii nu trebuie să învețe de frică.
La balul bobocilor, profesoara Baldovin mărturisește că a cântat trei ani în corul operei și susține un recital emoționant la pian, demonstrând că are și un suflet sensibil. Ulterior, Isoscel își duce elevii la concerte de lieduri, dar elevii fug pe rând din sală sub pretextul că îi doare burta.
Nemulțumită de faptul că Doru o consideră o „tocilară”, Anca începe să își neglijeze lecțiile; ea nu-și mai face temele, își schimbă coafura și începe să asculte muzică la maximum. Fata începe să ia note mici și își schimbă comportamentul. În realitate, ea a mințit și și-a făcut temele, dar a dorit să-i dea o lecție lui Doru. Deși Anca își roagă tatăl să aibă încredere în ea, Socrate spune că i-a fost pentru prima dată rușine de fiica sa. Profesorul Gavrilescu își face cerere de transfer la o altă școală pentru că fiica sa l-a făcut de râs. La auzul acestei vești, profesorii (printre care și Isoscel) și elevii (inclusiv cei din generațiile mai vechi, care erau acum studenți) încearcă să-l convingă pe Socrate să rămână. Anca îi cere iertare tatălui ei și îl roagă să rămână în școală, dar profesorul de filozofie afirmă că a încercat să plece și nu a putut.

## Distribuție
- Ion Caramitru — profesorul de filozofie Mihai Gavrilescu „Socrate”
- Tamara Buciuceanu-Botez — profesoara de matematică Baldovin „Isoscel”
- Diana Lupescu — profesoara de limba română Luminița Cernea
- Mădălina Pop — eleva Anca Gavrilescu, fiica lui „Socrate”
- Dan Zamfirescu — elevul Doru Murgoci
- Adrian Păduraru — studentul Alexandru Bârsan
- Teodora Mareș — studenta Ioana Popa
- Carmen Enea — studenta Mihaela, nepoata lui „Socrate”
- Florin Chiriac — studentul Andrei
- Ștefan Bănică-junior — elevul Mihai Marinescu
- Mihai Constantin — elevul Ionică Popescu
- Oana Sârbu — eleva Dana Vasilescu
- Cristina Deleanu — directoarea liceului
- Mariana Cercel — profesoara de fizică Doina Pușcariu
- Jana Gorea — bunica Ancăi
- Iulius Liptac — elevul Tudor Șerbescu
- Ioana Ștefan
- Cosmin Șofron — elevul Adrian Buzescu
- Liviu Pancu — elevul Georgescu
- Tudor Petruț
- Vasile Boghiță — tatăl elevului Buzescu (menționat Vasile Mihai Boghiță)
- Cornel Mihalache
- Carmen Papa
- Costin Mărculescu — elevul Popescu
- Mariana Dănescu
- Lucian Ifrim

## Producție
Scenariul filmului a fost scris de romancierul George Șovu, inspector de limba și literatura română la Inspectoratul Școlar al Municipiului București (1974-1991). El scrisese anterior scenariile filmelor Declarație de dragoste (1985) și Liceenii (1986). Ulterior, scriitorul a realizat o novelizare a filmului, publicând în 1992 romanul Extemporal la dirigenție (Ed. Iacobi, București, 1992), reeditat în 2011 de Editura Virtual. Consultant al filmului a fost prof.dr. Constanța Bărboi.
Filmul a fost realizat în studiourile Centrului de Producție Cinematografică București. Cântecul „Ani de liceu” (versuri Sașa Georgescu, muzică Florin Bogardo) a fost interpretat de actorii Oana Sârbu și Ștefan Bănică Junior. Liedul „Tu m-ai uitat” al lui George Enescu a fost interpretat de solista Cornelia Pop. Scenele de balet au fost executate de echipa Teatrului de Estradă „Constantin Tănase”, coregrafia fiind realizată de maestrul de balet Nety Păunescu. Redactor muzical a fost Anca Dumitrescu-Ștefan.

## Recepție
Filmul Extemporal la dirigenție a avut parte de un mare succes la public, fiind vizionat de 4.235.462 de spectatori la cinematografele din România, după cum atestă o situație a numărului de spectatori înregistrat de filmele românești de la data premierei și până la data de 31.12.2006 alcătuită de Centrul Național al Cinematografiei.
Filmele cu liceeni realizate de regizorul Nicolae Corjos la propunerea scenaristului George Șovu s-au bucurat cu toate de o primire entuziastă din partea publicului tânăr. Ele au reprezentat „o adevărată revelație”, după cum o considera criticul Călin Căliman, succesul fiind aproape instantaneu ca urmare a „foamei” de pelicule destinate adolescenților și tinerilor. În acest context, primul film din serie a picat ca „ploaia pe ogor însetat”, după cum scria Alice Mănoiu, realizatorii găsind tonul potrivit cu care să se adreseze tinerilor și extrăgând personaje și întâmplări atractive dintr-un mediu școlar idealizat. După ce filmul Liceenii s-a axat pe poveștile de dragoste ale unor elevi dintr-o clasă mai mică, cel de-al treilea film din serie, Extemporal la dirigenție, a fost „cel mai împlinit”, preluând personajele principale din cele două filme: Ioana și Alexandru din Declarație de dragoste, Mihai, Ionică și Dana din Liceenii, împreună cu profesorii lor Socrate și Isoscel. Povestea a fost „învestită cu un sâmbure conflictual mai consistent”, în mijlocul căreia se află povestea de dragoste a Ancăi, fiica profesorului Socrate, cu un coleg de clasă.
Criticul Tudor Caranfil a dat filmului o stea din cinci și a făcut următorul comentariu: „Anul școlar e inaugurat de profesorul Socrate printr-un extemporal pe tema „Cum aș vrea să fie dirigintele clasei?” Popularitatea lui Socrate o îngrijorează pe profesoara de „mate'” Isoscel, gata oricând „să dea jos milităria din pod”. Dar Socrate are și el grijile pe care i le face Anca, fiica sa îndrăgostită. Spre deosebire de episoadele precedente (Declarația de dragoste și Liceenii), Extemporalul... comite imprudența de a deplasa centrul acțiunii de pe adolescenți, pe dascălii lor, într-o înfruntare de „ars-pedagogica” și poncife comic-melodramatice.”